# Chamaeleo chapini
Chamaeleo chapini este o specie de cameleon din genul Chamaeleo, familia Chamaeleonidae, ordinul Squamata, descrisă de De Witte 1964. Conform Catalogue of Life specia Chamaeleo chapini nu are subspecii cunoscute.